# Jan Borreman
 (septembre 2024).
La mise en forme du texte ne suit pas les recommandations de Wikipédia : il faut le « wikifier ».
Les points d'amélioration suivants sont les cas les plus fréquents. Le détail des points à revoir est peut-être précisé sur la page de discussion.
- Les titres sont pré-formatés par le logiciel. Ils ne sont ni en capitales, ni en gras.
- Le texte ne doit pas être écrit en capitales (les noms de famille non plus), ni en gras, ni en italique, ni en « petit »…
- Le gras n'est utilisé que pour surligner le titre de l'article dans l'introduction, une seule fois.
- L'italique est rarement utilisé : mots en langue étrangère, titres d'œuvres, noms de bateaux, etc.
- Les citations ne sont pas en italique mais en corps de texte normal. Elles sont entourées par des guillemets français : « et ».
- Les listes à puces sont à éviter, des paragraphes rédigés étant largement préférés. Les tableaux sont à réserver à la présentation de données structurées (résultats, etc.).
- Les appels de note de bas de page (petits chiffres en exposant, introduits par l'outil «  Source ») sont à placer entre la fin de phrase et le point final[comme ça].
- Les liens internes (vers d'autres articles de Wikipédia) sont à choisir avec parcimonie. Créez des liens vers des articles approfondissant le sujet. Les termes génériques sans rapport avec le sujet sont à éviter, ainsi que les répétitions de liens vers un même terme.
- Les liens externes sont à placer uniquement dans une section « Liens externes », à la fin de l'article. Ces liens sont à choisir avec parcimonie suivant les règles définies. Si un lien sert de source à l'article, son insertion dans le texte est à faire par les notes de bas de page.
- La présentation des références doit suivre les conventions bibliographiques. Il est recommandé d'utiliser les modèles {{Ouvrage}}, {{Chapitre}}, {{Article}}, {{Lien web}} et/ou {{Bibliographie}}. Le mode d'édition visuel peut mettre en forme automatiquement les références.
- Insérer une infobox (cadre d'informations à droite) n'est pas obligatoire pour parachever la mise en page.

Pour une aide détaillée, merci de consulter Aide:Wikification.
Si vous pensez que ces points ont été résolus, vous pouvez retirer ce bandeau et améliorer la mise en forme d'un autre article.
Pour l’article homonyme, voir Borreman.
Jan Borreman l'Ancien, aussi Jan Borman ou Borremans (actif à Bruxelles de 1479 à 1520), est le meilleur sculpteur sur bois (« beste beltsnyder ») de son époque à Bruxelles. Ses œuvres de style gothique tardif trouvèrent non seulement un marché aux anciens Pays-Bas, mais également, en passant par les routes marchandes de l'époque, jusqu'au nord du Saint-Empire romain germanique et aux pays scandinaves.

## Borreman dans les documents d'archives

### 1479: Droit de bourgeoisie à Bruxelles
En 1479, Borreman acquit le droit de bourgeoisie de la ville de Bruxelles et devint membre de la guilde des Steenbickeleren, qui unissait tailleurs de pierre, maçons, sculpteurs et travailleurs d'ardoise.

### 1507 – 1510: Coopération avec Jan Petercels

#### L'organisation du travail dans la guilde bruxelloise
La qualité supérieure des retables bruxellois, et en particulier de ceux des membres de la dynastie des Borreman, contraste avec la production en série des sculpteurs anversois. La cause en était sans doute, en partie, les différences dans l'organisation du travail entre les guildes d'Anvers et celles de Bruxelles. Si les sculpteurs anversois produisaient pour un marché libre, ceux de Bruxelles travaillaient plutôt sur commande. Dans les deux villes, différents spécialistes (menuisiers, peintres et sculpteurs) collaboraient à ces retables, depuis dispersés à travers l'Europe. À Bruxelles, toutefois, il existait une plus grande variation dans la forme et dans les thèmes traités en raison des nombreuses commandes de clients ayant chacun ses souhaits et exigences, mais également en raison des commandes passées par des peintres fournissant eux-mêmes les dessins. Cependant, à Anvers, les caisses des retables étaient toujours construites selon les mêmes schèmes. Il s'agissait d’un véritable travail en série. Les thèmes étaient le plus souvent limités aux sujets les plus populaires, dignes de toute église : la Passion et la vie de Marie.

#### 1507: Borreman fait appel à Petercels
Une meilleure compréhension du système de sous-traitance des guildes bruxelloises est obtenue par la lettre que les brasseurs de Louvain adressèrent à Jan Borreman en 1507, lui demandant de concevoir le baldaquin central de leur retable, dédié à saint Arnoul, d'une façon différente par rapport aux baldaquins des panneaux latéraux ; c'est-à-dire dans un style assez audacieux pour cette époque, qui se rapproche de celui appliqué par le peintre Jean Gossaert et rapidement imité partout. Le dessinateur-sculpteur, acquiesçant à la demande, chercha immédiatement un sculpteur de maçonnerie détaillée et raffinée assez habile pour qu'il exécutât le travail le plus minutieux : il le trouva en Jan Petercels, qui s'inspira des dessins de Matthieu Keldermans, membre de la famille renommée d'architectes et de sculpteurs malinois.

#### 1510: À Turnhout, Petercels est sollicité de coopérer avec Borreman
La coopération avec Petercels est de nouveau documentée en 1510, année où la Confrérie du Saint-Sacrement de Turnhout chargea Petercels de faire un retable sur le thème de la dernière Cène. Petercels fit fonction d'entrepreneur. Exceptionnellement, la confrérie exigea de lui de confier la partie sculpturale en sous-traitance à Jan Borreman ou au fils de celui-ci, Passchier.
Qu'un donneur d'ordre posa une telle condition à un sculpteur de Turnhout, de Louvain ou d'Anvers, ville à proximité et port d'exportation de choix pour les retables à l'époque, ne peut signifier autre chose qu'à Turnhout, on voulait ambitieusement et à tout prix obtenir la collaboration du célèbre maître bruxellois. Apparemment, ils considéraient Borreman comme le meilleur des sculpteurs sur bois. Le contrat stipule explicitement que les personnages seraient sculptés par Jan Borreman ou Passchier, son fils. En vertu du contrat, Borreman devait également exécuter les personnages de façon exquise et parfaite (« zunderlinge en wel reyn ») et on voulait aussi que le doreur appliquât la polychromie le lendemain ou surlendemain (« morgen oft overmorgen »). Dans le même esprit, on imposa à Petercels d’ajouter au tableau deux panneaux latéraux, raffinés et suffisamment solides : « Item, het es oick voirwerde dat deze tafel sal zyn met dobbel doeren slutende, vast werck en sterck, om in toecomenden tyde te laten scilden met potoraturen ». Après l’achèvement du retable, Petercels aurait reçu 100 florins.
En tout cas, il incombait à un jury de juger de la qualité du retable. Dans le cas où la qualité serait remise en question, les honoraires perçus par Petercel seraient diminués. Apparemment, la commande d'un retable en bois de haute qualité et initialement non polychrome impliquait l'intention préalable du donneur d'ordre de le faire dorer ultérieurement. Se peut-il qu'il y ait un rapport avec d'éventuelles restrictions budgétaires au moment du passage de la commande ? Selon toute vraisemblance, l'argent pour une prédelle manquait : « Item, het es oick vorwerde dat meester Jan den voet sal doen stofferen ob ter Gulden cost. ». On accepta sans doute la livraison d'un retable d'aspect incohérent et manifestement inachevé. Les sources restent muettes quant à savoir quand et si la Confrérie mit un terme à cette situation en envoyant le retable au doreur pour qu'il appliquât une couche polychrome.

### 1513: La comptabilité ducale fait la louange de Borreman
La quittance de 1513 dans les comptes ducaux pour les statues couronnant la clôture de la place des Bailles, devant le Palais du Coudenberg à Bruxelles, nous apprend que Jan Borreman était jadis considéré comme le meilleur des sculpteurs en bois. Cette grille, constituée d'une balustrade ornée de statues, que l'on connaît encore grâce aux gravures anciennes, inspira l'architecte Henri Beyaert (1823-1894) par sa forme et par son style, lorsqu'il convertit, au square du Petit-Sablon, l'espace autour du groupe sculptural représentant les comtes d'Egmont et de Hornes en un monument commémoratif pour l’humanisme et la Réforme aux Pays-Bas au XVIe siècle. Ce square fut solennellement inauguré en 1890.

## Œuvres

### Retable de saint Georges de la chapelle de Notre-Dame de Ginderbuyten à Louvain
Le retable de saint Georges de Borreman est considéré comme son chef-d'œuvre. Bien documenté dans les archives, l'œuvre est devenue celle de référence pour de nouvelles attributions. L'autel en chêne, « de tafelment van Sint-Jooris », a été commandé par la guilde des arbalétriers, appelée les Zestige, les soixante, pour leur chapelle de Notre-Dame-hors-les-murs (« in Ons-Lieve Vrouwe capelle Ginderbuyten »), située dans la Hoelstraete, actuellement la rue de Tirlemont, à Louvain. Des documents historiques non seulement confirment la paternité du maître Jean Borreman de Bruxelles, qui l'avait conçu avec une double paire de volets, mais reconnaissent également que l'œuvre fut sculptée dans du bon bois, dont la qualité avait été contrôlée, et que le retable était bel et bien fait d'après le modèle,. La chapelle de Notre-Dame-hors-les-murs ayant été démolie à la fin du XVIIIe siècle, le retable se trouve actuellement aux musées royaux d'Art et d'Histoire de Belgique. Jadis, ces retables coûtaient une fortune. On estime qu'un retable valait autant qu'une cogue de 250 tonneaux. Les retables furent même mis en gage pour la cargaison d'un navire.
Sur la lisière de la robe de l'une des figures, Borreman a signé de Jan son retable. En outre, le retable est pourvu des poinçons de garantie de la Ville de Bruxelles et de la date en chiffres romains MCCCCXCIII (1493). À cette époque, une signature était un phénomène assez nouveau, signe d'une prise de conscience des artisans. Peut-être Borreman a-t-il voulu exprimer qu'il se rendait compte de ses qualités d'artiste. La mention du nom de l'auteur était probablement aussi une stratégie commerciale : pour l'acheteur, le nom garantissait la qualité du produit. Comme la production de masse anonyme d'œuvres d'art avait pris un essor considérable à cette époque, entre autres à Anvers, il s'agissait également d'un moyen d'accroître la renommée des artisans.
Le retable de saint Georges est considéré comme un chef-d'œuvre de la sculpture médiévale tardive flamboyante en raison de sa plasticité, l'œuvre n'ayant vraisemblablement jamais été mise en polychromie, et à cause du traitement des légendes et des gestes complexes des nombreux personnages, arrangés dans de petits compartiments. Que le retable n’ait jamais reçu de couche polychrome est sans doute, quoique indirectement, à mettre en rapport avec l'organisation du travail en sous-traitance, comme d'usage aux guildes bruxelloises. L'acceptation d'une commande était réservée aux sculpteurs en bois et aux peintres, ces derniers étant traités sur un pied d'égalité lorsqu'il s'agissait de l'exécution de commandes. En ce qui concerne la vente sur le marché, seuls les peintres étaient autorisés à mettre en vente des retables achevés, les sculpteurs n'ayant ce droit que pour les œuvres non polychromes. Les peintres se trouvaient donc dans une position privilégiée, alors que les sculpteurs dépendaient, dans une large mesure, de l'initiative des peintres ou des commandes passées aux peintres. On n'a observé aucune trace de polychromie sur ce retable, ce qui impliquerait soit que la polychromie ait été enlevée à une époque ultérieure et pour des raisons inconnues, soit que le retable n'ait jamais atteint le peintre et que le sculpteur sur bois l'ait présenté sans polychromie au donneur d'ordre. Peut-être un différend en fut-il la cause.
Le retable mesure 163,5 × 284,5 × 30,5 cm et représente les différentes tortures qu’a subies saint Georges, ainsi que sa décapitation ultime ; à côté de cette dernière scène, Alexandra, la femme du proconsul Dacien, convertie à la religion romaine après avoir assisté à l'agonie du martyr, fut également décapitée (sa tête, ayant été volée un jour au musée, avait été replacée, mais réapparut plus tard). À chaque scène, Dacien côtoie l'empereur Dioclétien au nom duquel ces tortures furent exécutées. Le proconsul a le visage pointu, porte une barbe fourchue et des boucles d'oreilles, et est coiffé d'une casquette plate. L'empereur est enveloppé d'un manteau au col d'hermine ; il est coiffé d'un chapeau ceint d'une couronne et il porte une barbe tressée.
La quittance de 1493 prouve qu'à l'origine, le retable avait été muni d'une double paire de volets ; ceci est confirmé par les découpes en forme d'accolades des charnières sur les montants des volets existants. Il est incertain si les volets étaient des panneaux peints ; il arrivait fréquemment que ceux-ci n'étaient ajoutés que plus tard ou même jamais.
Des légendes sacrées dépeignant des tableaux macabres étaient des sujets pieux censés inciter les fidèles (pour la plupart analphabètes) à la dévotion. Borreman les sculpta avec autant de réalisme inhabituel que de bravoure. La rupture de style que Borreman atteint par ce retable réside dans la disposition spatiale et concentrique de figures autour d'un personnage principal. La Renaissance a sans doute fait son entrée dans les tableaux de ce retable, dont les éléments architecturaux sont encore de style gothique tardif. Les quelques personnages, vus de dos à l'avant-plan, et l'individualisation prononcée des figures sont autant d'éléments nouveaux.
Durant le XIXe siècle, une restauration du retable laissa celui-ci avec une présentation inversée des étapes du martyre de Saint-Georges. Les Musées royaux d'Art et d'Histoire (MRAH) le firent également restaurer au début du XXIe siècle et rétablirent l'ordre originel de la décapitation, ce qui avait été fait lors de la création du retable.

### Tombeau de Marie de Bourgogne

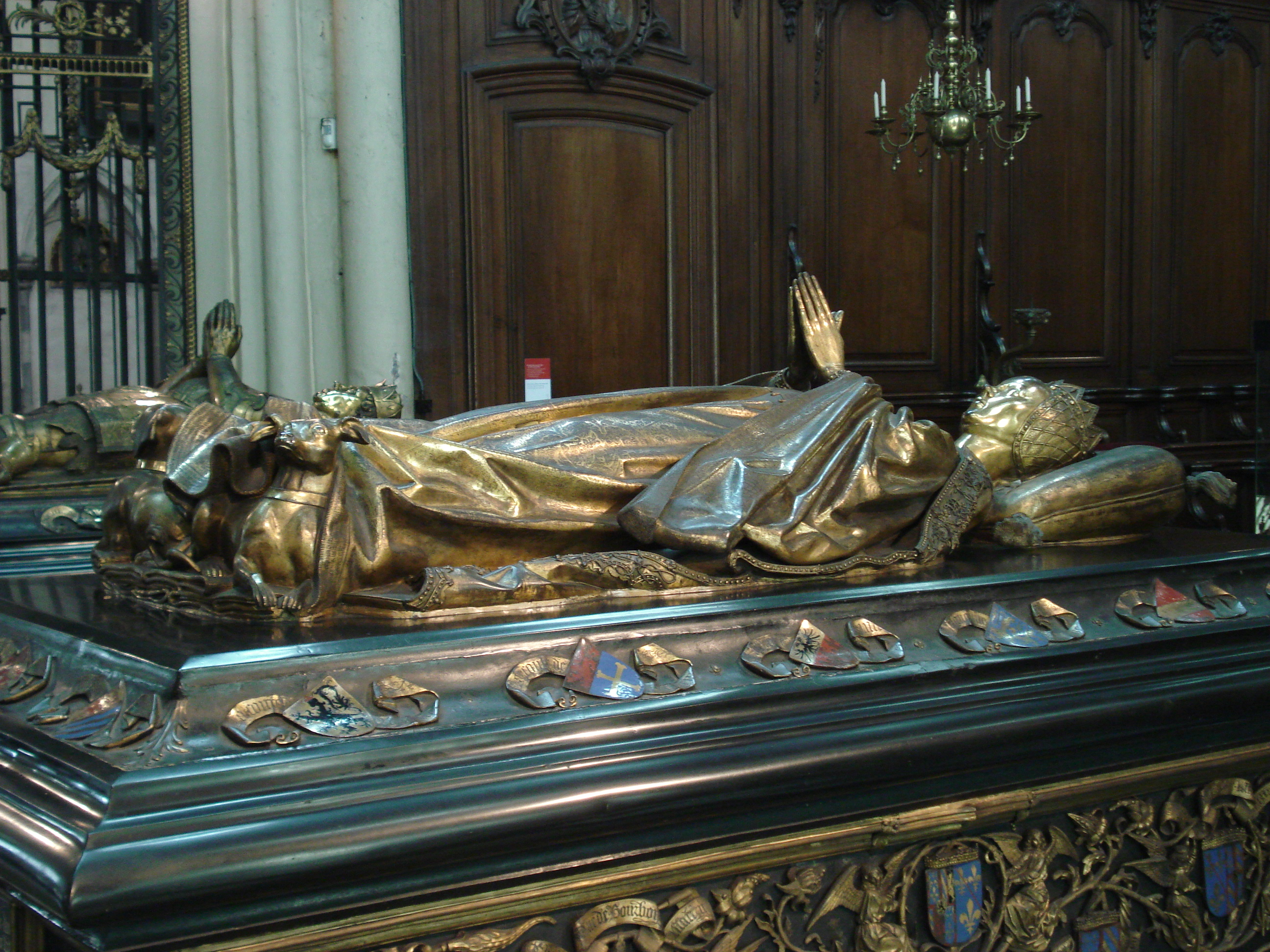
Mausolée gothique de Marie de Bourgogne (1495-1502), de Jan Borreman, Renier van Thienen et Pieter de Beckere, dans l'église Notre-Dame (Bruges) : le gisant.

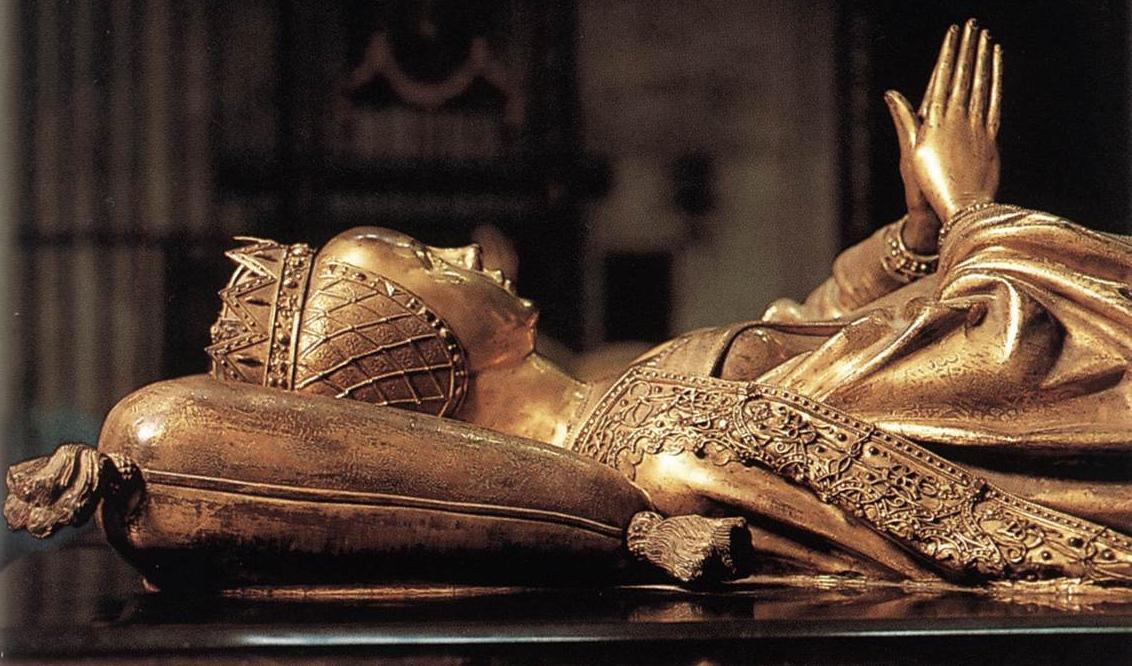
Mausolée gothique de Marie de Bourgogne (1495-1502), de Jan Borreman, Renier van Thienen et Pieter de Beckere, dans l'Église Notre-Dame (Bruges) : la tête et les mains.

Le tombeau de style gothique tardif de la duchesse Marie de Bourgogne, héritière de Bourgogne et épouse de Maximilien Ier d'Autriche, actuellement situé dans le chœur de l'église Notre-Dame de Bruges, fut réalisé vers 1495-1502. Il est le fruit de la collaboration entre différents artisans :  le modèle en bois fut créé par Jan Borreman, tandis que le dinandier bruxellois, Renier van Thienen, coula en cuivre ce gisant, ensuite doré par l'orfèvre bruxellois Pieter de Beckere. Marie de Bourgogne, née à Bruxelles le 13 février 1457, avait succombé, à Bruges le 27 mars 1482, aux séquelles d'un accident équestre dans les bois de Torhout. La statue funéraire avait été commandée au sculpteur Jan Borreman, à Bruxelles, par l'archiduc Maximilien Ier. Borreman avait élaboré son modèle en bois à partir du masque mortuaire de la duchesse défunte. D'après l'usage de la dynastie habsbourgeoise, l'urne contenant le cœur du fils de Marie, le duc Philippe le Beau, fut déposée en 1507, un an après sa mort.

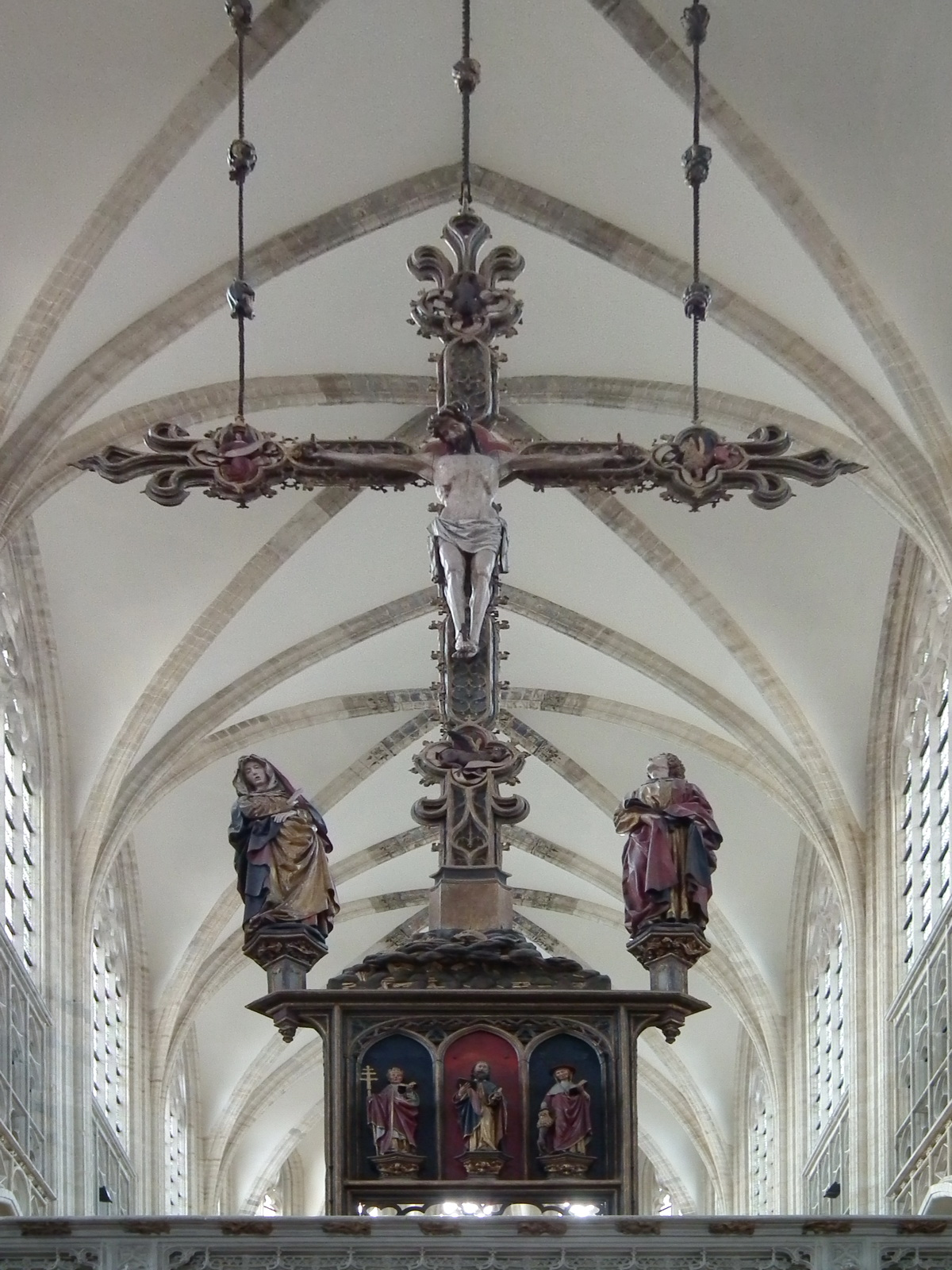
Croix triomphale de l'église Saint-Pierre de Louvain, attribuée à Jan Borreman l'Ancien.

Le monument funéraire est un chef-d'œuvre du naturalisme courtois, surtout par l'expression faciale du gisant, la figure allongée. La duchesse est représentée de façon particulièrement tangible et naturelle. La tête couronnée s'enfonce dans un oreiller aux pompons. Sur la poitrine, les mains sont en position de prière. Le corps est enveloppé d'une robe aux plis lourds, mais majestueux et souples, et aux larges manches, reposant à côté d'une cape repliée au bord et richement ornementée. Le gisant repose sur un sarcophage rectangulaire et solide, un socle en ardoise bleuâtre ou noirâtre, finement poli. Au-dessous se trouve la base, bordée d'une plinthe du même matériau. Les deux côtés latéraux du sarcophage sont décorés d'arbres généalogiques, élaborés en cuivre, dont la symétrie souple des branches déployées encercle des écus en émail ornementé, tenus par des anges. Les côtés courts portent respectivement les titres et les emblèmes individuels de la duchesse, alors que l'élément exclusivement religieux se limite aux figures des quatre évangélistes en costume médiéval qui, comme des figures dégagées sous leurs petits baldaquins, ornent les nervures. Des différents comtés et duchés des Dix-Sept Provinces, les écus multicolores sur des banderoles sont disposés dans un profil creux de la couverture, autour de la duchesse. Au pied de la statue de Marie s'allongent deux bassets allemands, symboles de fidélité au conjoint et au père. Sous l'occupation française, les gisants furent enlevés et la tombe devint la cible des profanateurs de sépultures.

### Croix triomphale de l'église Saint-Pierre de Louvain
La croix triomphale en chêne de la collégiale Saint-Pierre à Louvain, composée de statues grandeur nature du Christ crucifié, de la Vierge Marie et de Jean l'Évangéliste qui conservent des traces de la polychromie originale, est attribuée à Jan Borreman. Un petit autel est suspendu au pied de la croix. Borreman aurait également été associé à l'exécution du jubé de cette même église.

### Œuvres attribuées aux membres de la dynastie Borreman
Outre les œuvres précitées, dont les deux premières sont des attributions certaines, la troisième étant tentative, un nombre d'œuvres anonymes ont été attribuées à Borreman ou à des membres de sa famille.
Se fondant sur la similitude entre le monument funéraire de Marie de Bourgogne de l'église Notre-Dame de Bruges et la Madeleine d'environ 1490 des collections des musées royaux d'Art et d'Histoire de Belgique, le comte Joseph de Borchgrave d'Altena a attribué la dernière au sculpteur Jan Borreman. L'on a aussi observé une ressemblance entre cette figurine et la dame d'honneur d'Alexandra du retable de Saint-Georges aux musées royaux d'Art et d'Histoire de Belgique, qui témoigne de grâce et de charme pareils. Le poinçon de la guilde bruxelloise, le marteau de bois, apparaît sous la statuette, confirmant ainsi l'attribution.
L'attribution par Friedrich Schlie du retable anversois, datant de 1518, de l'église Sainte-Marie de Lübeck confirmait une attribution précédente par Adolph Goldschmidt, faite en 1889, qui allait dans le même sens.
En 1933, Johnny Roosval reconnut la paternité de Jan Borreman pour un nombre de retables en Suède : à Villberga, au monastère de Vadstena, à Västerås (le retable de la Passion, connu comme Västerås III) et dans la cathédrale de Strängnäs.
L'œuvre capitale du fils présumé de Jan Borreman, Jan Borreman le Jeune, et de ses collaborateurs, est l'autel de la Passion de 1522 de l'église Sainte-Marie à Güstrow (Pfarrkirche St. Marien), dont les panneaux peints ont parfois été attribués à Bernard van Orley, parfois au Maître de l'Autel de Güstrow. Cet autel porte la signature de Jan Borman sur le fourreau d'un soldat à droite de la crucifixion. En outre, sous le cadre de la caisse du retable, se trouve le poinçon de la ville de Bruxelles. Jan Borman le Jeune était déjà actif vers 1499, l'année où il sera répertorié comme membre de la guilde.
Le troisième des membres de la famille Borreman connu par des documents historiques est Passchier Borreman, toujours actif en 1537. Il était vraisemblablement un frère de Jan le Jeune et un fils de Jan l'Ancien. Il devint maître de la guilde en 1491. On connaît de lui le retable de saint Crépin et de saint Crépinien, daté vers 1520, de l'église Sainte-Waudru de Herentals ; il sculpta son nom dans deux figures du retable. D'autres attributions à ce sculpteur sur bois sont encore un sujet de discussion. Le retable de Herentals – incontestablement une commande, sans doute faite par une guilde – fut dédié à la vie des saints patrons de la guilde des tanneurs et des sabotiers.

### Liste sélective d'œuvres
- Modèle en bois pour le gisant du monument funéraire de Marie de Bourgogne, église Notre-Dame, Bruges
- Retable de saint Georges, en provenance de l'église Notre-Dame-hors-les-murs (Onze-Lieve-Vrouw van Ginderbuyten), Louvain, actuellement aux musées royaux d'Art et d'Histoire de Bruxelles[10]
- Croix triomphale, église Saint-Pierre, Louvain (vers 1500, attribution, restaurée en 1996-1998)
- Marie-Madeleine, vers 1490 (attribution), musées royaux d'Art et d'Histoire de Bruxelles
- Grille de la place des Bailles devant le Palais du Coudenberg à Bruxelles (disparue)
- Retable de l'atelier de la famille Borreman au musée Schnütgen à Cologne[23]